# عشق من (آلبوم هیفا وهبی)
«عشق من» (به عربی: حبيبي أنا) آلبومی از هیفا وهبی است که در سال ۲۰۰۸ میلادی منتشر شد.این آلبوم شامل 15 ترک است که هیفا وهبی در این آلبوم با آهنگسازان و تنظیم کنندگان معروف مختلفی همکاری کرده است.